# 刘庆 (前凉)
刘庆，武威郡姑臧人，十六国时期前凉大臣、史学家，官至护军参军，出自武威郡刘氏。专修凉史二十余年，寫成《凉史》十二卷。他還和敦煌人索绥一同撰寫《凉国春秋》。刘庆曾經劝阻张骏派兵討伐辛晏。